# Hämatopoetische Wachstumsfaktoren
Hämatopoetische Wachstumsfaktoren sind Glykoproteine, die die Proliferation und Differenzierung der Blutvorläuferzellen und die Funktion der reifen Blutzellen regulieren. Die biologischen Effekte dieser Wachstumsfaktoren werden durch spezifische Rezeptoren auf den Zielzellen vermittelt. Sie können lokal am Ort ihrer Bildung durch intrazelluläre Kontakte wirken oder im Plasma zirkulieren. Hämatopoetische Wachstumsfaktoren sind in verschiedenen Stadien der Hämatopoese (Blutbildung) wirksam. Zu den hämatopoetischen Wachstumsfaktoren gehören Erythropoetin und der Granulozyten-koloniestimulierende Faktor (G-CSF). 

## Therapeutischer Einsatz
Während Interleukine wie Interleukin-1 (IL-1), IL-3, IL-6 und IL-11 ein breites Zellspektrum aktivieren, werden der Granulozyten-koloniestimulierende Faktor (G-CSF), der Granulozyten-Monozyten-koloniestimulierende Faktor (GM-CSF), Erythropoetin (EPO) und Thrombopoetin (TPO) zur raschen Regeneration linienspezifischer Zellpopulationen eingesetzt.
G-CSF (Filgrastim, Lenograstim [glykosyliert], Pegfilgrastim) und GM-CSF (Molgramostim, Sargramostim [glykosyliert]) fördern die Bildung und Differenzierung von Vorläuferzellen der Granulo- bzw. Monozytopoese, zudem wird die Funktionen reifer neutrophiler Granulozyten aktiviert und ihre Auswanderung aus dem Knochenmark in die Blutbahn beschleunigt. Damit verringern G-CSF und GM-CSF den Abfall der neutrophilen Granulozyten und verkürzen die Dauer einer Neutropenie nach Chemotherapie.
Erythropoetin (EPO) stimuliert die Bildung von Erythrozyten aus Vorläuferzellen des Stammzellkompartiments. Erythropoese-stimulierende Faktoren (ESF) stimulieren Wachstum und Differenzierung von Vorläuferzellen und bewirken einen dosisabhängigen Anstieg der Erythrozyten, des Hämatokrits und der Hämoglobin-Konzentration im peripheren Blut. Als Therapeutikum wird biotechnologisch hergestelltes Erythropoetin vorwiegend bei der Behandlung der Blutarmut von Dialysepatienten, bei denen die Blutbildung infolge eines Nierenversagens gestört ist und nach aggressiven Chemotherapiezyklen eingesetzt.